# Karen Hao
Karen Hao es una periodista estadounidense especializada en tecnología, reconocida por su cobertura de la inteligencia artificial (IA), la ética tecnológica y la desinformación. Ha trabajado como corresponsal y editora en destacadas publicaciones: fue editora sénior de IA en la revista MIT Technology Review (2018-2022) y corresponsal tecnológica en Hong Kong para el diario The Wall Street Journal (2022-2023). Posteriormente pasó a colaborar como escritora en la revista The Atlantic. Además de su labor escrita, Hao coprodujo el pódcast In Machines We Trust y fue autora del boletín informativo The Algorithm, enfocados en el impacto social de la IA.

## Biografía
Karen Hao nació en Estados Unidos en la década de 1990. Es de ascendencia china y creció hablando tanto inglés como mandarín, idiomas en los que es hablante nativa. Desde temprana edad mostró interés por la ciencia y la tecnología, lo que la llevó a enfocar su formación académica en ingeniería antes de encaminarse hacia el periodismo tecnológico.

## Educación
Cursó la educación secundaria en The Lawrenceville School de Nueva Jersey, graduándose en 2011. Posteriormente, Hao ingresó al Instituto Tecnológico de Massachusetts (MIT), donde obtuvo en 2015 el título de Licenciada en Ciencias (Bachelor of Science) en ingeniería mecánica, con una especialización menor en estudios energéticos. Su formación técnica le proporcionó una base sólida para comprender los aspectos científicos de la tecnología, algo que luego aplicaría a su carrera periodística.

## Carrera profesional
Tras graduarse del MIT, Hao inició su trayectoria profesional fuera del periodismo, trabajando brevemente como ingeniera de aplicaciones en una startup surgida del laboratorio X (anteriormente Google X) de Alphabet. Sin embargo, poco después orientó su carrera hacia los medios de comunicación y el análisis de datos. Entre 2017 y 2018 se incorporó al medio digital Quartz como reportera tecnológica, desempeñándose también como científica de datos para proyectos periodísticos de la publicación.
En 2018, Karen Hao se unió a la revista MIT Technology Review, donde enfocó su labor periodística en el campo de la inteligencia artificial. Ascendió a editora sénior de inteligencia artificial, liderando la cobertura sobre los avances en aprendizaje automático, las implicaciones éticas de la IA y sus efectos en la sociedad. Durante su etapa en MIT Technology Review, Hao lanzó The Algorithm, un boletín semanal que resumía las noticias y tendencias más importantes en IA para una audiencia amplia. El boletín ganó popularidad y fue nominado a un Premio Webby en 2019 en la categoría de mejor boletín electrónico. Hao también coprodujo el pódcast In Machines We Trust, donde exploraba junto a expertos el auge de la IA y sus repercusiones; este pódcast recibió en 2020 el Front Page Award a la mejor investigación periodística y fue finalista en premios internacionales de pódcast en 2021.
Durante su tiempo en MIT Technology Review, Hao realizó varias investigaciones destacadas. En 2021 publicó un reportaje de investigación sobre cómo las iniciativas internas de Facebook para frenar la desinformación mediante algoritmos chocaban con las prioridades comerciales de la empresa. Este trabajo reveló tensiones entre los equipos de IA y la dirección de Facebook en torno a la moderación de contenidos, generando debate público y reacciones de figuras destacadas de la industria tecnológica. Hao también fue autora de creativas visualizaciones de datos para explicar conceptos complejos de IA; por ejemplo, en 2018 elaboró un diagrama de flujo titulado "What is AI?" ("¿Qué es la IA?") para ilustrar de manera accesible el funcionamiento de la inteligencia artificial, el cual llegó a exhibirse en el Museo de Artes Aplicadas de Viena.
A comienzos de 2022, Hao dejó MIT Technology Review para incorporarse al The Wall Street Journal como corresponsal en Hong Kong, centrándose en la cobertura de las grandes empresas tecnológicas chinas y su impacto en la sociedad. Desde esa posición informó sobre la intersección de tecnología, negocios y política en China, aprovechando su dominio del idioma mandarín y su comprensión multicultural.
En 2023, Hao pasó a desempeñarse como escritora independiente, colaborando con The Atlantic y otras publicaciones. Sus artículos en The Atlantic han profundizado en la evolución de la industria de la IA, incluyendo investigaciones sobre la empresa OpenAI y el papel de figuras como Sam Altman en la carrera por la inteligencia artificial general. Gracias a su experiencia binacional entre Estados Unidos y China, sus análisis han aportado una perspectiva global sobre cómo las tensiones geopolíticas influyen en el desarrollo tecnológico. En esta etapa, Hao también asumió la dirección de la AI Spotlight Series del Centro Pulitzer, un programa internacional para capacitar a periodistas de todo el mundo en la cobertura responsable de la inteligencia artificial.
En mayo de 2025, Karen Hao publicó su primer libro, Empire of AI: Dreams and Nightmares in Sam Altman’s OpenAI (en español, El imperio de la IA: sueños y pesadillas en la OpenAI de Sam Altman). Este libro, fruto de varios años de reporteo y más de 150 entrevistas, examina la génesis y la cultura interna de OpenAI, así como las ambiciones de sus fundadores. Hao explora en la obra las dinámicas de poder de la industria de la IA y plantea que las grandes compañías de inteligencia artificial operan con lógicas comparables a las de antiguos imperios coloniales, extrayendo recursos (datos, trabajo e influencia) y generando impactos sociales a escala global. El libro ha sido elogiado por arrojar luz sobre los supuestos políticos y culturales detrás del desarrollo de la IA contemporánea, y por analizar quiénes pagan los costos más altos de esta carrera tecnológica.

## Publicaciones destacadas
- Investigación sobre desinformación en redes sociales (2021): Publicó un extenso reportaje en MIT Technology Review que documentó cómo Facebook se "volvió adicta" a la propagación de desinformación debido a sus algoritmos de recomendación. El artículo reveló que los intentos de mitigar noticias falsas mediante aprendizaje automático eran frecuentemente frustrados por las presiones internas para maximizar el engagement de los usuarios. Esta investigación provocó respuestas públicas de ejecutivos de Facebook y generó un amplio debate sobre la responsabilidad de las plataformas en la difusión de contenido engañoso.[16]
- Perfil crítico de OpenAI (2020): Hao fue de las primeras periodistas en obtener acceso a la entonces joven organización de investigación OpenAI.[17] En un artículo  de investigación reveló el ambiente de secretismo dentro de la compañía y cuestionó su retórica sobre la búsqueda de inteligencia artificial general. Tras la     publicación, que presentaba una visión escéptica sobre las promesas de OpenAI, la empresa evitó colaborar con ella durante años. No obstante, este trabajo inicial anticipó muchas de las controversias posteriores en torno a OpenAI y sentó las bases para sus coberturas ulteriores sobre la empresa.[18]
- Coberturas sobre la industria de la IA (2023-2025): Ya como contribuidora en The Atlantic, Hao escribió una serie de artículos analizando el auge de los modelos de IA generativa (como ChatGPT) y la cultura corporativa de empresas líderes en el sector. Entre ellos destacan reportajes sobre las crisis internas en OpenAI, las implicaciones políticas del desarrollo de IA en Estados Unidos y China, y el impacto ambiental del creciente despliegue de centros de datos para inteligencia artificial.[19] Estos artículos ofrecieron  contexto y profundidad en un momento de rápida expansión de la tecnología, y varios sirvieron como base para los capítulos de su libro El imperio de la IA.[20]
- Libro El imperio de la IA: sueños y pesadillas en el OpenAI de Sam Altman (2025): Su publicación más relevante hasta la fecha es este libro de no ficción, donde Hao recopila sus años de investigación sobre OpenAI y la industria de la inteligencia artificial.[21] El imperio de la IA sintetiza numerosos casos y entrevistas para argumentar que las empresas de IA concentran poder de forma similar a los imperios históricos, a costa de extraer recursos y mano de obra a nivel global. El libro ha sido destacado por críticos y expertos en tecnología como una contribución importante al debate público sobre el futuro de la IA y la ética en torno a su  desarrollo.[22]

## Premios y reconocimientos
- Knight Science Journalism Fellow (MIT, 2021-2022): Fue seleccionada como becaria del programa Knight de periodismo científico en el MIT, donde llevó a cabo un año de investigación y desarrollo profesional enfocado en la intersección de tecnología y sociedad.
- Technology and Public Purpose Fellow (Harvard, 2022): Participó como becaria en el programa Tecnología y Propósito Público de la Universidad de Harvard, dedicado a  estudiar el impacto social de las innovaciones tecnológicas y promover políticas responsables.
- Premio Webby (2019): Finalista en la categoría de mejor boletín informativo por The Algorithm, reconociendo la calidad y relevancia de este newsletter sobre IA.
- Front Page Award (2020): Ganadora de este galardón otorgado por el Newswomen’s Club of New York, en la categoría de reportaje investigativo por el pódcast In Machines We Trust.
- Premios Ambies (2021): Finalista a nivel internacional en dos categorías de los Ambies Awards (premios a la excelencia en pódcast) por In Machines We Trust, incluyendo la categoría de mejor pódcast de ciencia o conocimiento.
- ASME NEXT Award (2022): Reconocida por la American Society of Magazine Editors como una de las periodistas menores de 30 años más destacadas del país, premio que honra a talentos emergentes en el periodismo de revistas.
- American Humanist Media Award (2024): Recibió el premio de la Asociación Humanista Estadounidense por su  cobertura mediática, destacando su contribución a un periodismo que explora las implicaciones humanistas y éticas de la tecnología.[23][24]